# Constantin Böhm
Constantin Böhm (* 22. August 1991 in Ulm) ist ein deutscher Degenfechter des Heidenheimer SB. Er ist Deutscher Meister im Einzelwettbewerb, mehrfacher Deutscher Meister im Mannschaftswettbewerb und nahm 2015 an der Universiade teil.

## Leben
Böhm begann 1999 beim SSV Ulm 1846 mit dem Fechten. Anfangs focht er noch mit zwei verschiedenen Waffen – dem Florett und dem Degen. Schon bald stellten sich die ersten Erfolge ein, wie bei den Württembergischen Landesmeisterschaften 2002 der 2. Platz und 2004 erstmals der 1. Platz.
Mitte 2005 verließ Böhm den SSV Ulm und wechselte zum Heidenheimer SB, welcher ab 2011 – mit dem Ende seiner Juniorenzeit – auch sein Bundesstützpunkt wurde. Seit 2010 studiert er Maschinenbau an der Universität Stuttgart. Als Mitglied im Allgemeinen Deutschen Hochschulsportverband konnte er unter anderem die Deutsche Hochschulmeisterschaft im Herrendegen 2012 für sich entscheiden und 2015 an der Universiade in Gwangju teilnehmen.
Aber auch abseits des Fechtens war Böhm an der Universität schon erfolgreich. So konnte er im Team mit drei anderen Studenten 2012 den Konstruktionswettbewerb des Instituts für Konstruktion und Fertigung in der Feinwerktechnik der Universität Stuttgart für sich entscheiden.
2015, nach seinem Bachelor-Abschluss, ließ sich Böhm von der Universität beurlauben, um sich auf die Olympia-Vorbereitung zu konzentrieren. Sowohl mit der Mannschaft, als auch im Einzel konnte sich Böhm jedoch nicht für die Olympischen Sommerspiele 2016 qualifizieren.

## Erfolge
Universiade
- 2015 Universiade in Gwangju, 8. Platz Team, 33. Platz Einzel

Europameisterschaften
- 2013 Europameisterschaft U23 in Toruń, 3. Platz Einzel
- 2014 Europameisterschaft U23 in Tbilisi, 2. Platz Team

Deutsche Meisterschaften
- 2011 Deutsche Meisterschaft Junioren in Ulm, 2. Platz Team, 2. Platz Einzel
- 2011 Deutsche Meisterschaft in Tauberbischofsheim, 1. Platz Team
- 2012 Deutsche Meisterschaft in Tauberbischofsheim, 3. Platz Team
- 2013 Deutsche Meisterschaft in Leipzig, 2. Platz Team, 3. Platz Einzel
- 2014 Deutsche Meisterschaft in Solingen, 1. Platz Team
- 2015 Deutsche Meisterschaft in Leipzig, 1. Platz Einzel
- 2016 Deutsche Meisterschaft in Leipzig, 1. Platz Team, 3. Platz Einzel

Andere Turniere
- 2011 Deutsche Hochschulmeisterschaft, 2. Platz Einzel[9]
- 2012 Deutsche Hochschulmeisterschaft, 1. Platz Einzel[10]